# Classe Curtatone
La classe Curtatone di quattro cacciatorpediniere di squadra fu la prima costruita dal Regno d'Italia dopo la fine della prima guerra mondiale. Le navi furono declassate nel 1938 a torpediniere. La prima unità fu impostata nel 1920, in seguito a modifiche apportate ai progetti della classe Palestro. In particolare venne allungato lo scafo, permettendo di aumentare la velocità massima, a scapito, tuttavia, della manovrabilità. Rispetto alle classi precedenti ci furono evoluzioni nell'armamento: sulle navi della classe Curtatone vennero per la prima volta installati dei sistemi binati di artiglieria e degli impianti lanciasiluri trinati. Dopo il 1930 ebbero il fumaiolo prodiero rialzato. Nel 1940 i pezzi da 76 furono sostituiti con 4 da 20 e 2 da 8.

## Unità
Tutte e quattro le unità furono costruite dai cantieri Orlando di Livorno.
| Nave          | Impostata     | Consegnata     | Servizio / Destino                                                                                      |
| ------------- | ------------- | -------------- | --- |
| Calatafimi    | 17 marzo 1923 | 24 maggio 1924 | Catturata dai Tedeschi nel 1943 - Affondata dal sommergibile greco Pipinos il 19 agosto 1944 nell'Egeo. |
| Castelfidardo | 4 giugno 1922 | 7 marzo 1924   | Catturata dai Tedeschi nel 1943 - Affondata da un aereo alleato il 2 giugno 1944 nell'Egeo.             |
| Curtatone     | 17 marzo 1922 | 21 giugno 1923 | Affondata da una mina vicino ad Atene il 20 maggio 1941                                                 |
| Monzambano    | 6 agosto 1923 | 4 giugno 1923  | Sopravvisse alla guerra - Decommissionata nell'Aprile del 1951                                          |